# 村上みわ
村上 みわ（むらかみ みわ、1977年9月21日 - ）は、日本の元AV女優。

## 人物
- 趣味:お菓子作り、スキー
- 初体験は18歳の時に一つ上の彼氏と彼の家で。経験人数は7人。[1]

## 略歴
- 1996年 - AVデビュー。
- 1998年 - AVより引退。

## 作品

### アダルトビデオ
- 素肌の囁き（1996年8月23日 アリスJAPAN）
- 快楽のマジック（1996年9月20日 アリスJAPAN）
- FUCKがスパーク（1996年10月18日 アリスJAPAN）
- 女教師CLUB 10（1996年12月29日、宇宙企画）オムニバス作品
- アダルトBESTヒット1996 ⑪（1997年1月1日、コスモス）他出演:あいだもも、麻生早苗、河合るみ、草凪純
- 女子校生監禁凌辱 鬼畜輪姦1（1997年2月6日、アタッカーズ）
- 奴隷女教師・性獣の餌食（1997年6月13日、シネマジック）
- ザ・トリプルSEX（1998年7月11日。シーツーコーポレーション）他5名出演

- 死夜悪 The Best 3 鬼畜輪姦セレクト（2001年9月1日、アタッカーズ）他出演:三原夕香、秋山みほ、吉野サリー
- 死夜悪アンソロジー 1（2003年6月8日、アタッカーズ）他出演:吉野美穂、小松いずみ、桜木亜美、相原リサ、椎名純
- 奴隷女教師 EX 聖職の仮面に隠された欲望（2003年7月25日、シネマジック）他多数出演
- 女子校生監禁凌辱　鬼畜輪姦COMPLETE BOX（2006年12月28日、アタッカーズ）他出演:小松いづみ、上田美穂、中山亜樹、牧野さおり 他

## 雑誌掲載
- VIDEO BOY(No.150 英知出版)